# Alex Breckenridge
Alex Breckenridge (eigentlich Alexander Dalglish Neilson Breckenridge; * 17. April 1932 in Buffalo) ist ein ehemaliger US-amerikanischer Langstreckenläufer.
1959 wurde er bei den Panamerikanischen Spielen in Chicago Sechster über 10.000 Meter und US-Meister im 15-km- und im 30-km-Straßenlauf.
1960 gewann er den Cherry Tree Marathon in 2:21:40 h auf einer möglicherweise zu kurzen Strecke und wurde Sechster beim Boston-Marathon. Bei der im Rahmen des Yonkers-Marathon ausgetragenen US-Meisterschaft wurde er Dritter und qualifizierte sich damit für die Olympischen Spiele. Beim olympischen Marathon in Rom kam er in 2:29:38 h auf den 30. Platz.
1962 wurde er Dritter beim Boston-Marathon in 2:27:17 h und Zweiter in Yonkers. Beim Boston-Marathon 1963 wurde er Siebter.

## Persönliche Bestzeiten
- 5000 m: 14:32,1 min, 5. Juni 1959, Compton
- 10.000 m: 30:44,4 min, 8. Juni 1957, Baltimore
- Marathon: 2:21:40 h, 21. Februar 1960, New York City